# هرم لوور
هرم موزهٔ لوور ( Pyramide du Louvre ) یک هرم بزرگ شیشه و فلز می باشد که توسط سه هرم کوچکتر احاطه شده ، در محوطه اصلی قصر لوور (Palais du Louvre) در پاریس قرار دارد .هرم بزرگ به عنوان ورودی اصلی موزه لوور می باشد . در سال ۱۹۸۹ ساخت هرم به پایان رسید و به نقطه عطفی از شهر پاریس تبدیل گردیده است .
هرم به سفارش فرانسوا میتران سال ۱۹۸۸ توسط ای. ام. پای معمار آمریکایی-چینی برنده جایزه معماری پریتزکر و یکی از مشهورترین معمارهای سبک مدرنیسم ساخته شده‌است.

مقایسه نمایه بعضی ساختمان های هرمی یا شبه هرمی

## افسانه ۶۶۶ قطعه
گفته می‌شود در ساختن این هرم از ۶۶۶ قطعه قاب شیشه‌ای استفاده‌شده‌است. این داستان در دهه ۱۹۸۰ به وسیله تعدادی از روزنامه‌های فرانسوی بیان شد. ولی مدیریت موزه لوور بیان کرد که تعداد شیشه‌ها ۶۷۳ عدد بوده (۶۰۳ لوزی و ۷۰ مثلث)داوید شوگارترس تعداد شیشه‌ها را ۶۸۹ قطعه بیان کرد که این اطلاعات را از دفتر ای. ام. پای معمار بازسازی و ساخت هرم‌ها تهیه کرده بود.
محاسبه‌ها به این صورت نشان می‌دهند
- هر وجه از وجوه چهارگانه هرم‌ها، از ۱۸ مثلث و ۱۷ ردیف لوزی (که در یک مثلث قرار گرفته‌اند) ساخته شده‌است. در نتیجه

{\displaystyle \textstyle {\frac {17x(17+1)}{2}}=153}
تعداد لوزی‌ها در وجه ورودی، ۱۱ قطعه شیشه کمتر دارد (۹ لوزی و ۲ مثلث) در نتیجه جمع کل می‌شود. {\displaystyle 4x153-9=603} لوزی و {\displaystyle 4x18-2=70} مثلث و ۶۷۳ قطعه در کل در هرم وجود دارد.
با رمان رمز داوینچی نوشته دن براون این افسانه از نو بیان شد و تعدادی از تندروها بیان کردند که این هرم شیشه‌ای نماینگر عدد شیطان هست و نمایانگر منافع فرانسوا میتران (رئیس جمهور وقت که دستور ساخت آن را داده‌بود) است.داوید شوگارترس نماینده دفتر ای. ام. پای بیان کرد که فرانسوا میتران عدد و تعداد شیشه‌ها و قطعه‌ها را هیچگاه بیان نکرده‌است. 

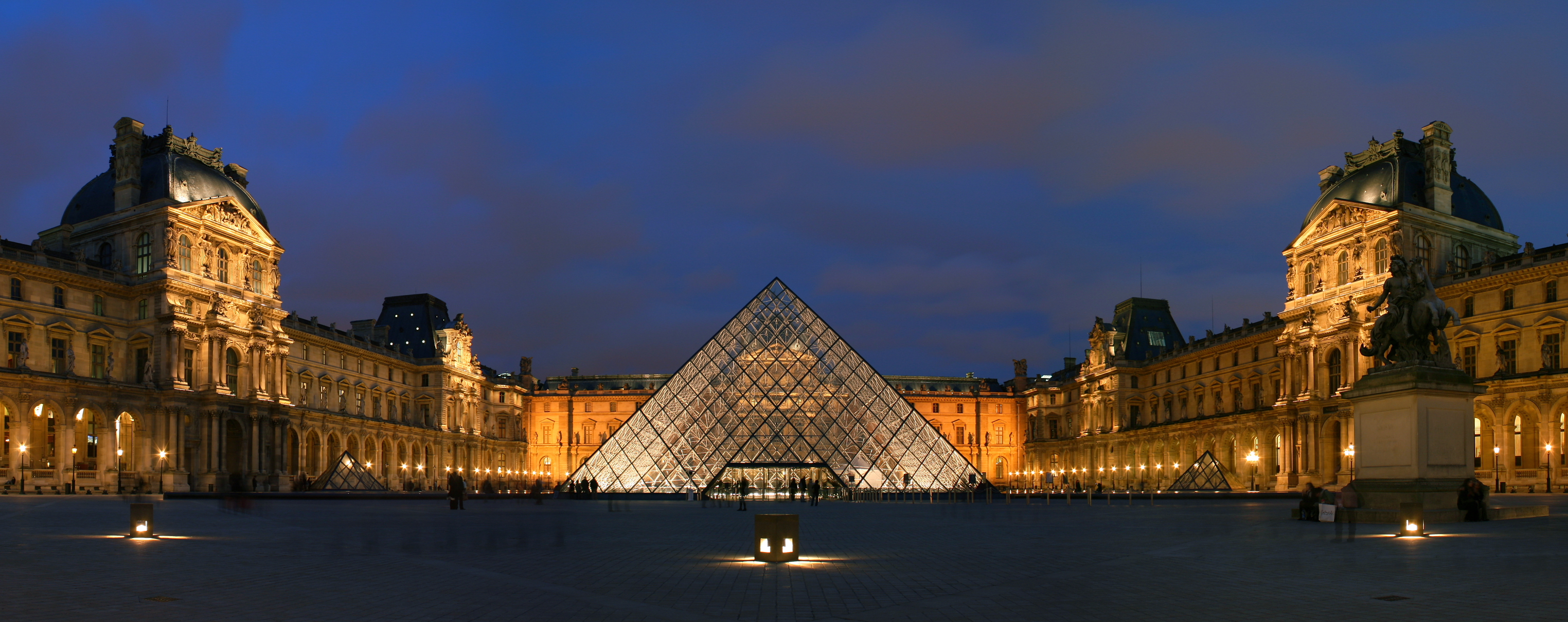
هرم موزهٔ لوور در شب